# Stickmyrtensläktet
Stickmyrtensläktet (Ruscus) är ett släkte halvbuskar med 6 arter i familjen stickmyrtenväxter.
Arterna förekommer från Makaronesien över Västeuropa, Medelhavsområdet och Kaukasus till Iran.
De har ovala, mycket styva, tornspetsade kladodier (fyllokladier), det vill säga bladliknande stammar, samt röda bär och odlas som prydnadsväxt i kruka. Preparerade och röd- eller grönfärgade grenar av stickmyrten (Ruscus aculeatus) användas ofta, liksom på samma sätt preparerade bokgrenar, till dekoration i vaser tillsammans med torkade gräs.
Arter:
- Stickmyrten (Ruscus aculeatus)
- Ruscus colchicus
- Ruscus hypoglossum
- Ruscus hypophyllum
- Ruscus hyrcanus
- Ruscus streptophyllus